# Kniphofia drepanophylla
Kniphofia drepanophylla är en grästrädsväxtart som beskrevs av John Gilbert Baker. Kniphofia drepanophylla ingår i Fackelliljesläktet som ingår i familjen grästrädsväxter. Inga underarter finns listade i Catalogue of Life.